# 譚彦彬

譚 彦彬（たん ひこあき、1943年〈昭和18年〉7月30日 - 2022年〈令和4年〉9月28日）は広東料理の料理人。神奈川県横浜市中区山下町の横浜中華街出身。

## 略歴

### 料理の道へ
1959年、中学のクラスの三分の二が中華料理のコックになるという環境の中、東京高等学校を中退し16歳で西新橋「中国飯店」に勤め料理の道に入る。
「中国飯店」に一年ほど勤めたのち、オープンしたばかりの芝公園の中華料理店「留園」に入る。
日中国交正常化前の時代、本場の広東料理人が日本に来ることは簡単でなかった。そんな中「中国飯店」と「留園」では、ホテルオークラ東京「桃花林」の総料理長となる梁樹能など、広東の料理人に囲まれ中華料理の基礎を学ぶ。

### 高度経済成長期
1963年、母親の親戚であった余東昭から仙台ホテル「梅花園」副料理長を任される。
1970年、名古屋の「御園飯店」に入り、73年には料理長を務める。

### バブル時代
1980年、譚と同じ横浜中華街出身である周富徳から聘珍樓に移る彼にかわり、京王プラザホテル「南園」に来るよう持ち掛けられ、そのまま副料理長のポジションを継ぐ。この頃に出会った陶芸家井上萬二には、それまで和食器にしか使われなかった有田焼の製作を中華料理向けに依頼。それからは中華の入る多くのホテルに使われるようになった。
1990年7月には、ホテルエドモンド（現ホテルメトロポリタンエドモント）のフランス料理店「フォーグレイン」にいた中村勝宏の誘いで、同ホテルに新設された廣東料理「廣州」の料理長を務める。
1995年にはマルハニチロとの共同開発で冷凍食品「新中華街」シリーズを生み出し、発売から20年を超えるヒット商品に。
1992年から96年の間には、テレビ東京系列で放送されていた「浅草橋ヤング洋品店」に周富徳に招かれ出演し、料理対決「中華大戦争」が人気を博した。

### 独立後
1993年に周富徳が「富徳」を開店し「璃宮」を辞めたため、買い取ることとなった。
1996年9月に「赤坂璃宮」をオープンしオーナーシェフについた後は、ホテルエドモンド（現ホテルメトロポリタンエドモント）「廣州」総料理長を兼任。（現在はオーナーシェフのみ）
2004年には『銀座で感動を食す』をテーマに「赤坂璃宮」銀座店を開店。
2020年に燒味専門店「香港燒味酒屋 赤坂璃宮」を虎ノ門横丁にオープン。
2021年には赤坂Bizタワー「赤坂璃宮」本店、交詢ビル「赤坂璃宮」銀座店と、「香港燒味酒屋 赤坂璃宮」のオーナシェフであった。
2022年9月28日、死去。79歳没。

## 出演番組（過去のものを含む）
- 浅草橋ヤング洋品店（[
- チューボーですよ!（TBS系列）
- 嵐にしやがれ（日本テレビ）
- きょうの料理（NHK）
- あさイチ（NHK総合テレビジョン）

他多数出演

## 人物
両親共に中国広東省出身。父親は横浜中華街で煎餅屋を営んでいたが、横須賀で中華料理屋をしていたこともあった。
中学校の同じクラスには料理人の周富徳（「富徳」元総料理長）や麥燦文（ANAインターコンチネンタルホテル東京「花莉」元料理長）がおり、共に遊ぶ仲だった。三人は後に広東料理の三傑と呼ばれるようになる。
レシピ本撮影時には家庭と同じ条件にするため、レストランの厨房に家庭用ガス台を設置し、ほとんどの料理をフライパンで調理する。そのまじめで温厚な性格には、若い料理人をはじめ、各界での人望も厚い。

## 商品・監修

### 冷凍食品
マルハニチロ「新中華街」シリーズ
- 海鮮あんかけ焼きそば[10]

- 横浜あんかけラーメン[11]

- あら挽き肉シューマイ[12]
- あおり炒めの焼豚炒飯[13]

### カップ麺
- 明星 中華三昧タテ型 赤坂璃宮 広東風醤油[14]（明星食品）

### 袋麺
- 明星 中華三昧 赤坂璃宮 広東風醤油[15]（明星食品）

## 著書
- 譚彦彬『赤坂璃宮　譚 彦彬自伝』世界文化社、2022年10月12日。ISBN 978-4418225057。

### レシピ本
- 譚彦彬『譚料理長のチャイナパーティ』廣済堂出版、1996年1月15日。ISBN 4-331-50514-6。
- 譚彦彬『フライパンでいいんだよ〜ん 譚さんの中国料理』文化出版局、2002年10月20日。ISBN 4-579-20832-3。
- 譚彦彬『中国の極うまごはん』成美堂出版、2002年11月20日。ISBN 4-415-02154-9。
- 譚彦彬『赤坂璃宮 譚彦彬 ベーシックな中国料理』ソニー・マガジンズ、2006年。ISBN 4789729338。
- 譚彦彬『ワイン好きの中華おつまみ100』ワイン王国 : ステレオサウンド、2014年9月30日。ISBN 978-4-88073-340-1。
- 譚彦彬『譚彦彬の　フライパンひとつで　冷めてもおいしい　本格中華』東京書店、2016年4月20日。ISBN 978-4-88574-571-3。
- 譚彦彬『広東名菜 赤坂璃宮 譚 彦彬の味』世界文化社、2021年10月20日。ISBN 978-4-418-21316-0。

### 雑誌
- 譚彦彬『譚彦彬の本格中華』山と渓谷社、2006年9月26日。ISBN 4-635-92232-4。